# Anoreksi
 For alternative betydninger, se Anoreksi (flertydig). (Se også artikler, som begynder med Anoreksi)
Anoreksi (anorexia nervosa) (anorexia, græsk, uden appetit og latin nervosa, nervøs/psykisk), dansk "nervøs spisevægring") er en spiseforstyrrelse, som giver udslag i at den syge sulter sig selv og/eller dyrker tvangsmotion. 
Anoreksiramte har ofte et forstyrret forhold til mad, vægt og krop. En spiseforstyrrelse handler dog ikke kun om mad, men har tit dybereliggende årsager, som for eksempel lavt selvværd, forvrænget kropsbillede, andre psykiske lidelser eller noget helt andet.
Omkring 1% af kvinder mellem 14 og 24 år får spiseforstyrrelsen anoreksi. Anoreksi rammer oftest piger, som står for ca. 90% af de diagnosticerede.
Årsagerne til anoreksi er meget forskellige, derfor er det svært at sige noget overordnet om hvem der får anoreksi, men bestemte karaktertræk, går igen ved mange anoreksi-ramte. Dette er blandt andet: Perfektionisme, følsomhed, lavt selvværd, meget vilje, nøjsomhed, behov for kontrol, stiller store krav til sig selv, udadtil stærk og svært ved at tage beslutninger.
Undersøgelser viser at for at kunne få anoreksi spiller to faktorer ind. Man skal være født med en psykisk sårbarhed og der skal være en belastning fra omgivelserne. Man kan godt være født med en psykisk sårbarhed, uden at få anoreksi, hvis man f.eks. aldrig oplever modstand i en grad som kan udløse det.

## Historik
Anoreksiens historie begynder med beskrivelser af religiøs faste begyndende i den hellenistiske periode og op i middelalderen. Richard Morton, der var livlæge hos kong Georg 2. af Storbritannien, udgav i 1689 A treatise of consumption, hvor han kalder en tilstand med spisevægring, afmagring og rastløshed nervous consumption (= nervøs tæring). Morton anså meget korrekt tilstanden som en sygdom med ophav i "følelsesmæssigt oprør". I 1873 anvendte lægen William Gull betegnelsen anorexia nervosa (= nervøs appetitmangel) da han underrettede London Clinical Society om en sygdom han anså som ny og kendetegnet af spisevægring, rastløshed og ophør af menstruation. Samme år beskrev den franske læge Ernest-Charles Lasègue otte tilfælde af samme sygdom, som han kaldte l'anorexie hysterique.

## Årsager til udvikling af anoreksi
Årsagerne til anoreksi er mange; ofte har anoreksien årsager, der enten er meget svære at tale om eller også er uforklarlige. Meget få udvikler anoreksi, fordi de er utilfredse med deres vægt; for de fleste ligger der psykiske problemer bag. Nogle grunde til udviklingen af anoreksi kan være: 

### Anoreksien som et råb om hjælp
Nogen har den opfattelse, at anoreksiramte, blot ønsker at få opmærksomhed på deres adfærd. Dette er delvist forkert. Anoreksien er tit et råb om hjælp, et synligt bevis på at man f.eks. har et problem eller er ked af det. Mange anoreksiramte håber, at nogen vil bemærke deres adfærd og hjælpe dem med deres problem. Ligesom selvskadende adfærd kan anoreksien være en måde at vise omverdenen, at man har brug for hjælp. Dette er årsagen til, at nogle anoreksiramte ofte gerne vil tale om deres lave vægt eller deres lave kalorieindtag. Det er altså ikke et spørgsmål om at få opmærksomhed, men et spørgsmål om at få hjælp.

### Anoreksien som et forsøg på kontrol
Nogen kan af en eller anden grund have brug for ekstrem kontrol. Mange perfektionister med behov for at have "Styr på det hele" bruger anoreksien som en måde til at opnå følelse af at have kontrol. Ved mangel på kontrol i deres livssituation bruges anoreksien således som kompensation for mangel på kontrol. Forskellige former for "forvirrethed" kan også dæmpes ved at opnå en følelse af at have kontrol. Ved bevidst kontrol af deres naturlige behov opnår den anoreksiramte følelsen af at kunne kontrollere sig selv. Anoreksiramte kan f.eks. finde på at fornægte sig lov til at blive trøstet eller at sove, selv hvis de er trætte. Det man hører mest om, er at den anoreksiramte fornægter sig selv mad, at få varmen og presser sig selv til at motionere.

### Anoreksi for at undgå at mærke
At sulte sig selv for at undgå at mærke lyder umiddelbart som et paradoks. Men dette er grunden til, at spiseforstyrrede ofte fortæller, at de ikke føler sult, på samme måde som at selvskadende personer ofte fortæller, at det er svært at mærke de selvskadende handlinger. Ved at flytte fokus over på kosten kan man undgå at fornemme sig selv, og derved undgå at mærke de følelser, som er svære. En anden teori går på, at når man spiser meget lidt, vil blodsukkeret blive lavt og udløse et signal til binyrene, der straks vil producere adrenalin. Derved vil følelserne nemmere kunne fortrænges.

## Fysiske konsekvenser ved underernæring
Immunforsvaret bliver svækket.
Som følge af at kroppen sparer alle de steder den kan, kan man få tør hud, svage negle og hårtab. Kroppen vil forsøge at holde sig selv varm ved at producere "dun" også kaldet lanugobehåring.
Som følge af alt for lavt kalorieindtag kan der forekomme træthed, lavt stofskifte, lav puls, lavt blodtryk, svimmelhed og bevidsthedstab.
Pga mangel på vitaminer, mineraler og ernæring vil hjernen også påvirkes, i form af svækket hukommelse, dårlig koncentrationsevne og depression. For piger i puberteten vil menstruationen ophøre og udviklingen gå i stå.
Ved længerevarende underernæring kan der opstå leverpåvirkning, hjerterytmeforstyrelser, lungepåvirkninger. I værste fald dør patienten, som følge tilstandens negative påvirkning af disse organer.

## Behandlingsmetoder
Anoreksi er svær at behandle, da mange oplever anoreksien som både negativ og positiv. Den anoreksiramte kan derved have en oplevelse af at han/hun ikke kan undvære anoreksien og ikke vil behandles. Denne tvivl imellem ønsket om at blive rask, og ønsket om at forblive anorektisk, kaldes ambivalens.
Regionernes specialiserede afdelinger
- BUP-centret Bispebjerg
- Psykiatrisk center Ballerup, afsnittet for spiseforstyrrelser
- Center for spiseforstyrrelser Århus
- Center for spiseforstyrrelser OUH (Odense)

Behandling i det offentlige system (ambulant):
Vil ofte bestå af samtaler med en psykolog/psykoterapeut, Hjælp til udarbejdelse af kostplan og sundhedstjek. Psykoterapi kan bestå af både familie, gruppe eller individuel terapi. Former for ambulant behandling: Psykoterapi, Miljøterapi, Ernæringsterapi, Kropsterapi, farmakoterapi og behandling af somatisk tilstand.

Behandling i det offentlige system (indlæggelse): 
Indlæggelse kan ske hvis patienten har brug for ekstra meget støtte, er selvmordstruet eller fysisk meget påvirket. Indlæggelse kan ske på en psykiatrisk afdeling eller på et specialafsnit for spiseforstyrrelser. Behandlingen her vil bestå af det samme som ved ambulant behandling, dog mere intensiv. Ved livstruede patienter, er der mulighed for tvangsbehandling.
En efterundersøgelse af patienter med anoreksi viser, at efter 10 år er 7 % døde, og efter 20-30 år er dødeligheden 15-18 %.
- Efter mindre end 4 år er gennemsnitligt 33 % af anoreksipatienter raske
- Efter 4-10 år er gennemsnitligt 47 % raske
- Efter mere end 10 år er gennemsnitligt 73 % raske
- 15-25 % har et kronisk eller meget langvarigt sygdomsforløb

For både anoreksi og bulimi er tilbagefaldshyppigheden desuden rapporteret til at ligge mellem 25-50 %. Dvs. at 25-50 % får anoreksi eller bulimi igen, selvom man troede, de var raske.
Behandling på bosted
- Bakkely (Mors)
- Symfonien (Nordsjælland)
- Platangården (Sydsjælland)
- Stillebækken (Skørping)
- Skiftesporet (Herning)
- Holmstrupgaard (Aarhus)
- Kildehøj Privat hospital
- Siersbæklund (Ringkøbing)
- Stoa gruppen (Skanderborg)
- Viljen (Fyn)

Gratis behandlingstilbud uden henvisning
- Your Choice
- Det mobile team - spiseforstyrrelser
- LMS

### Diagnose
Kriterierne for diagnose er:
1. Kropsvægten holdes mindst 15% under den forventede vægt eller BMI under 17,5.[3]
2. Vægttabet er selvinduceret.
3. Patienten har et forvrænget kropsbillede.
4. Menstruation udebliver (Kun for piger).
5. Pubertetsudvikling standses.

## Alternativ tilgang til anoreksi
NLP-terapi:
I NLP-terapien har man grundlæggende den opfattelse af anoreksi, at det ikke handler om mad. Anoreksien er ikke startet som et had til krop og vægt, men derimod som et forsøg på at flygte fra noget svært. Alle har forskellige grunde til at udvikle anoreksi, men for alle har det startet med en eksistentiel krise.
Behandlingen inden for NLP, består i at finde ud af hvorfor man har udviklet en spiseforstyrelse og hvad der skal til for at man kan undvære anoreksien. Mange Nlp-terapeuter taler slet ikke om hverken mad, vægt eller udseende, da de mener det handler om noget dybereliggende.

### Rideterapi
Omhandler temaer inden for kropsbevidsthed, selvfølelse og samspillet mellem hest og rytter. Hesten anvendes som et psykologisk og terapeutisk redskab.

## Eksterne links
- Wikimedia Commons har flere filer relateret til Anoreksi
- Landsforening mod spiseforstyrrelser og selvskadende adfærd
- Spiseforstyrrelser på Curlie (som bygger videre på Open Directory Project)
- Krogagergaard Arkiveret 22. august 2011 hos  Wayback Machine
- Sundhedsstyrelsen om Anoreksi Arkiveret 21. januar 2012 hos  Wayback Machine